# Панонхалма
Панонхалма (мађ. Pannonhalma) град је у северозападној Мађарској. Панонхалма је град у оквиру жупаније Ђер-Мошон-Шопрон.
Панонхалма је чувена по истоименом римокатоличком манастиру Панонхалма, најважнијем манастиру на подручју данашње Мађарске.
Град има 3.948 становника према подацима из 2009. године.

## Географија
Град Панонхалма се налази у северозападном делу Мађарске. Од престонице Будимпеште град је удаљен око 130 километара југозападно. Најближи већи град је Ђер, 20-ак километара северно од града.
Град се налази у северозападном делу Панонске низије, у бреоговитом подручју. Надморска висина места је око 150 m. Међутим, изнад града се издиже брдо на коме је манастир Панонхалма, високо 280 m.

## Партнерски градови
- Енген
- Долње Салиби

## Галерија
- Панорама града са манастирског брда
- Главна улица у Панонхалми
- Здање некадашње синагоге